# 阿尔诺·比贝尔施泰因
阿尔诺·比贝尔施泰因（德語：Arno Bieberstein，1884年10月24日—1918年7月7日），德国男子游泳运动员。他曾代表德国参加1908年夏季奥林匹克运动会游泳比赛，获得男子100米仰泳金牌。